# بيتي فيشر
بيتي فيشر (بالألمانية: Betty Fischer)‏ (و. 1887 – 1969 م) هي مغنية نمساوية، ولدت في فيينا، توفيت في فيينا، عن عمر يناهز 82 عاماً.